# American Housewife
American Housewife ist eine US-amerikanische Fernsehserie, welche am 11. Oktober 2016 ihre Premiere beim Sender ABC feierte. In Deutschland wird die Serie seit 6. Mai 2017 beim Bezahlsender ProSieben Fun ausgestrahlt.
Am 21. Mai 2020 wurde die Serie um eine fünfte Staffel verlängert. Am 14. Mai 2021 gab der Sender ABC bekannt, dass die Serie nach der fünften Staffel enden wird.

## Inhalt
Erzählt durch die inneren Monologe der Titelfigur, der von Katy Mixon als typische Hausfrau und Mutter aus der amerikanischen Mittelschicht verkörperten Katie Otto, handelt die Sitcom vom Leben einer normalen Familie unter ihren nahezu perfekt scheinenden, reichen und prätentiösen Nachbarn im schicken Westport, Connecticut. Der Arbeitstitel der Serie war The Second Fattest Housewife in Westport.

## Besetzung
Die deutsche Synchronisation entsteht nach einem Dialogbuch von Samira Jakobs und Bianca Krahl und unter der Dialogregie von Bianca Krahl durch die Synchronfirma EuroSync in Berlin.
| Rolle         | Darsteller        | Hauptrolle | Nebenrolle | Synchronsprecher |
| ------------- | ----------------- | ---------- | ---------- | ---------------- |
| Katie Otto    | Katy Mixon        | 1.01–5.13  |            | Sarah Riedel     |
| Greg Otto     | Diedrich Bader    | 1.01–5.13  |            | Frank Schaff     |
| Taylor Otto   | Johnny Sequoyah   | 1.01       |            |                  |
| Taylor Otto   | Meg Donnelly      | 1.02–5.13  |            | Victoria Frenz   |
| Oliver Otto   | Daniel DiMaggio   | 1.01–5.13  |            | Finn Posthumus   |
| Anna-Kat Otto | Julia Butters     | 1.01–4.20  |            | Theresa Zertani  |
| Anna-Kat Otto | Giselle Eisenberg | 5.01–5.13  |            |                  |
| Doris         | Ali Wong          | 1.01–5.13  |            | Dorette Hugo     |
| Angela        | Carly Hughes      | 1.01–5.01  |            | Vera Teltz       |
| Viv           | Leslie Bibb       | 1.01–5.13  |            | Bianca Krahl     |